# Hire Mallapur, Shirhatti
Hire Mallapur là một làng thuộc tehsil Shirhatti, huyện Gadag, bang Karnataka, Ấn Độ.